# اتفاقية فيصل وايزمان

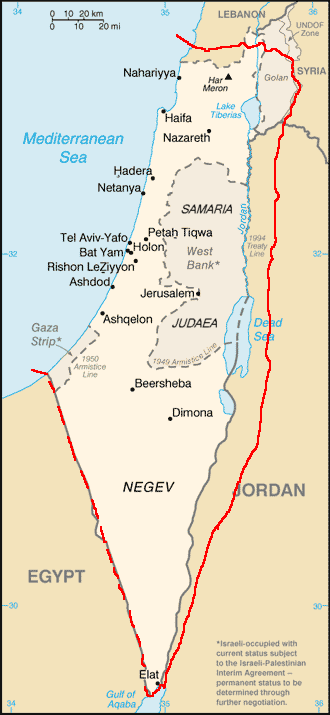
خريطة تبين حدود الدولة اليهودية التي تقرر إنشاءها في إتفاقية فيصل وايزمان في مؤتمر باريس للسلام 1919م،والمسميات اليهودية لمناطق الدولة اليهودية ومدنها

اتفاقية فيصل - وايزمان (بالعبرية: הסכם ויצמן-פייסל‏) هي اتفاقية وقعت من قبل فيصل الأول ابن الشريف الحسين بن علي الهاشمي مع حاييم وايزمان رئيس المنظمة الصهيونية العالمية في مؤتمر باريس للسلام 1919م يعطي بها لليهود تسهيلات في إنشاء مجتمع للتعايش في فلسطين والإقرار بوعد بلفور.
تم توقيع الاتفاقية من قبل الأمير فيصل الابن الثالث لحسين بن علي الهاشمي، ملك مملكة الحجاز، وحاييم وايزمان، رئيس المنظمة الصهيونية العالمية في 3 يناير 1919. تم التوقيع عليها قبل أسبوعين. مع بداية مؤتمر باريس للسلام، قدمها الوفد الصهيوني إلى جانب رسالة كتبها تي إي لورانس في مارس 1919 باسم الامير فيصل إلى الزعيم الصهيوني الأمريكي فيليكس فرانكفورتر كوثيقتين للقول بأن الخطط الصهيونية لفلسطين حظيت بموافقة مسبقة من العرب.

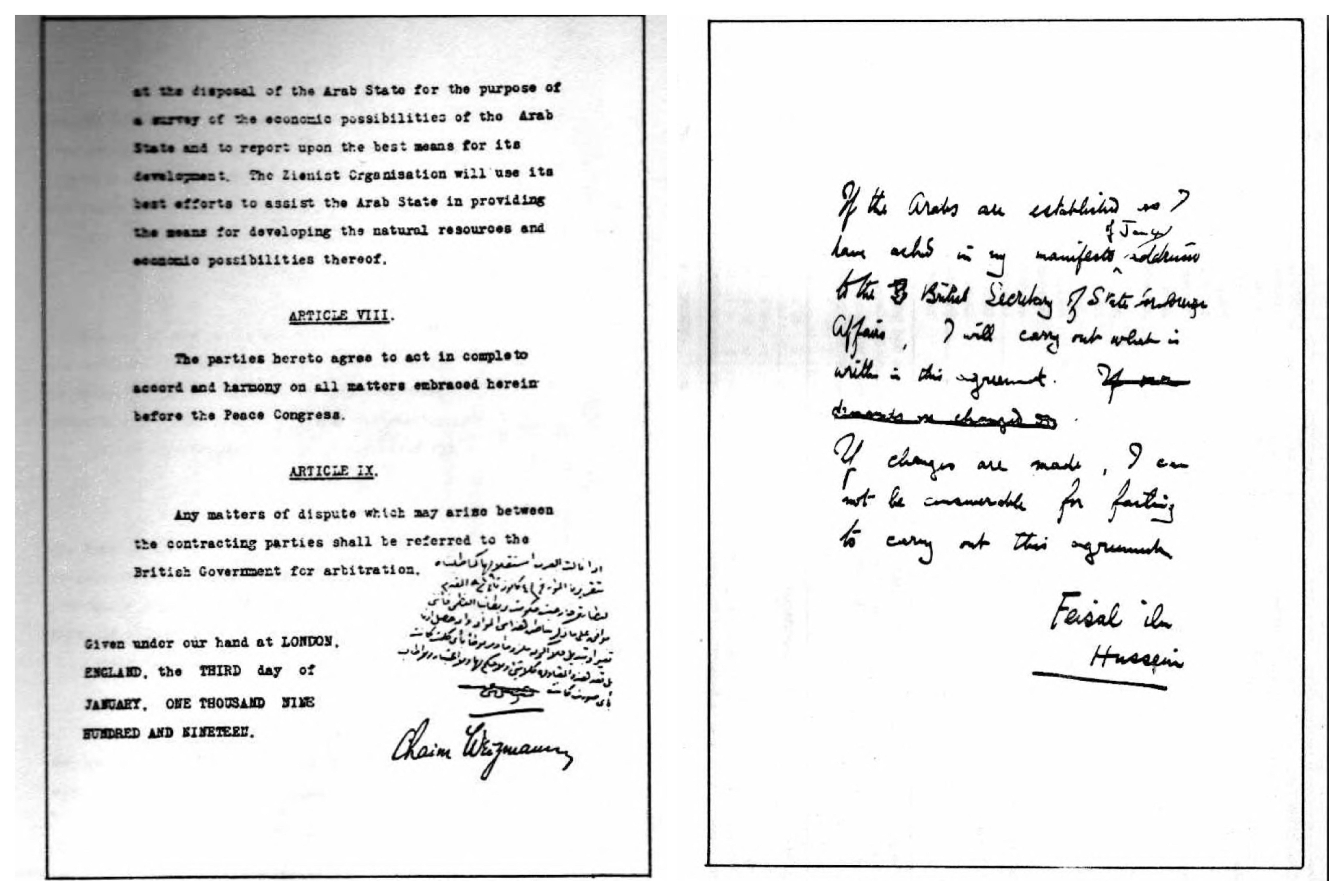
صفحة التوقيع على الاتفاقية، تظهر تحذير فيصل باللغة العربية، وترجمة توماس إدوارد لورنس الملحقة بالتحذير (لم يكن فيصل يعرف القراءة أو الكتابة باللغة الإنجليزية).

عُرضت الاتفاقية على فيصل في غرفته في فندق كارلتون [الإنجليزية] يوم 3 يناير باللغة الإنجليزية، والتي لم يتمكن فيصل من قراءتها، وتمت ترجمة محتوياتها وشرحها لفيصل بواسطة تي إي لورانس. ووقع الامير فيصل الوثيقة في نفس الاجتماع، دون أخذ رأي مستشاريه الذين كانوا ينتظرونه في غرفة منفصلة، لكنه أضاف تحذيرًا باللغة العربية بجانب توقيعه، حيث اعتبر فيصل أن الاتفاقية مشروطة بأن تكون فلسطين ضمن مساحة العرب  قدمت المنظمة الصهيونية العالمية الاتفاقية إلى مؤتمر باريس للسلام دون أي تنبيه أو شرط.
ووصف المؤرخ الإسرائيلي يوآف جيلبر الاتفاقية بأنها "ذات قيمة دعائية فقط"، لأنه سرعان ما أصبح من الواضح أن شروط فيصل لن يتم الوفاء بها.

## التمهيد للاتفاق
التقى وايزمان بفيصل لأول مرة في يونيو 1918، أثناء التقدم البريطاني من الجنوب ضد الإمبراطورية العثمانية في الحرب العالمية الأولى. بصفته قائد "اللجنة الصهيونية العالمية"، حيث سافر وايزمان إلى جنوب شرق الأردن لحضور الاجتماع. وكان وايزمان قد أكد لفيصل أن "اليهود لم يقترحوا تشكيل حكومة خاصة بهم ولكنهم يرغبون في العمل تحت الحماية البريطانية لاستعمار فلسطين وتطويرها دون المساس بأية مصالح مشروعة". علق أنطونيوس في عام 1938 قائلاً: "إن التأثير المشترك لتلك التأكيدات كان هو حثه على الاعتقاد بأنه لا يوجد شيء سواء في التطلعات الصهيونية في حد ذاتها أو في السياسة التي أعلنتها الحكومة البريطانية فيما يتعلق بتحقيقها من شأنه أن يتعارض مع تحقيق هذه التطلعات". الحرية السياسية والاقتصادية العربية في فلسطين”.
كان هدف وايزمان المقصود هو صياغة اتفاق بين الأمير فيصل والحركة الصهيونية لدعم المملكة العربية والاستيطان اليهودي في فلسطين، على التوالي. تم تجاهل رغبات العرب الفلسطينيين، . وفي هذه الحالة، توصل وايزمان وفيصل إلى اتفاق غير رسمي يدعم فيصل بموجبه الاستيطان اليهودي الوثيق. في فلسطين بينما ستساعد الحركة الصهيونية في تنمية الدولة العربية الشاسعة التي كان فيصل يأمل في تأسيسها.
وبعد أن أعرب روبرت سيسيل عن مخاوفه بشأن مشاريع المقترحات التي قدمتها اللجنة الاستشارية بشأن فلسطين (التي يرأسها هربرت صموئيل)، اقترح بلفور على وايزمان أنه "سيكون من المفيد للغاية بالفعل أن يتمكن الصهاينة وفيصل من العمل بشكل موحد والتوصل إلى اتفاق بشأن بعض الأمور.("نقاط الصراع المحتملة"). التقى وايزمان وفيصل مرة أخرى في 11 ديسمبر 1918، بينما كانا في لندن يعدان بياناتهما لمؤتمر السلام المقبل في باريس.

## نص الاتفاقية
| إن الأمير فيصل ممثل المملكة العربية الحجازية والقائم بالعمل نيابة عنها والدكتور حاييم وايزمن ممثل المنظمة الصهيونية والقائم بالعمل نيابة عنه، يدركان القرابة الجنسية والصلات القديمة القائمة بين العرب والشعب اليهودي ويتحقق أن أضمن الوسائل لبلوغ غاية أهدافهما الوطنية هو في اتخاذ أقصى ما يمكن من التعاون سبيل تقدم الدولة العربية وفلسطين ولكونهما يرغبان في زيادة توطيد حسن التفاهم الذي بينهما فقد اتفقا على المواد التالية: 1- يجب أن يسود جميع علاقات والتزامات الدولة العربية وفلسطين أقصى النوايا الحسنة والتفاهم المخلص وللوصول إلى هذه الغاية تؤسس ويحتفظ بوكالات عربية ويهود معتمدة حسب الأصول في بلد كل منهما. 2- تحدد بعد اتمام مشاورات مؤتمر السلام مباشرة الحدود النهائية بين الدول العربية وفلسطين من قبل لجنة يتفق على تعيينها من قبل الطرفين المتعاقدين. 3-عند إنشاء دستور إدارة فلسطين تتخذ جميع الإجراءات التي من شأنها تقديم أوفى الضمانات لتنفيذ وعد الحكومة البريطانية المؤرخ في اليوم الثاني من شهر نوفمبر سنة 1917. 4- يجب أن تتخذ جميع الإجراءات لتشجيع الهجرة اليهودية إلى فلسطين على مدى واسع والحث عليها وبأقصى مايمكن من السرعة لاستقرار المهاجرين في الأرض عن طريق الاسكان الواسع والزراعة الكثيفة. ولدى اتخاذ مثل هذه الإجراءات يجب أن تحفظ حقوق الفلاحين والمزارعين المستأجرين العرب ويجب أن يساعدوا في سيرهم نحو التقدم الاقتصادي. 5- يجب أن لا يسن نظام أو قانون يمنع أو يتدخل بأي طريقة ما في ممارسة الحرية الدينية ويجب أن يسمح على الدوام أيضا بحرية ممارسة العقدية الدينية والقيام بالعبادات دون تمييز أو تفصيل ويجب أن لا يطالب قط بشروط دينية لممارسة الحقوق المدنية أو السياسية. 6- إن الأماكن الإسلامية المقدسة يجب أن توضع تحت رقابة المسلمين. 7- تقترح المنظمة الصهيونية أن ترسل إلى فلسطين لجنة من الخبراء لتقوم بدراسة الإمكانيات الاقتصادية في البلاد وأن تقدم تقريرا عن أحسن الوسائل للنهوض بها وستضع المنظمة الصهيونية اللجنة المذكورة تحت تصرف الدولة العربية بقصد دراسة الإمكانيات الاقتصادية في الدولة العربية وأن تقدم تقريرا عن أحسن الوسائل للنهوض بها وستستخدم المنظمة الصهيونية أقصى جهودها لمساعدة الدولة العربية بتزويدها بالوسائل لاستثمار الموارد الطبيعية والإمكانيات الاقتصادية في البلاد. 8- يوافق الفريقان المتعاقدان أن يعملا بالاتفاق والتفاهم التامين في جميع الأمور التي شملتها هذه الاتفاقية لدى مؤتمر الصلح. 9- كل نزاع قد يثار بين الفريقين المتنازعين يجب أن يحال إلى الحكومة البريطانية للتحكيم وقع في لندن، إنجلترا في اليوم الثالث من شهر جانفي سنة 1919. |

## روابط خارجية
- نص أتفاقية فيصل وايزمان مصدقة من موقع الامم المتحدة الإلكتروني